# Досо (Болцано)
Досо је насеље у Италији у округу Болцано, региону Трентино-Јужни Тирол.
Према процени из 2011. у насељу је живело 87 становника. Насеље се налази на надморској висини од 1497 м.